# Aridarum borneense
Aridarum borneense är en kallaväxtart som först beskrevs av Mitsuru Hotta, och fick sitt nu gällande namn av Josef Bogner och Alistair Hay. Aridarum borneense ingår i släktet Aridarum och familjen kallaväxter. Inga underarter finns listade.